# The Mortal Storm

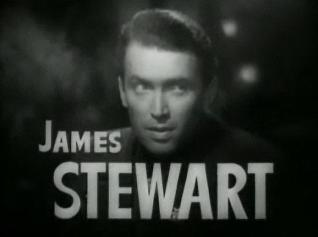
James Stewart in The Mortal Storm

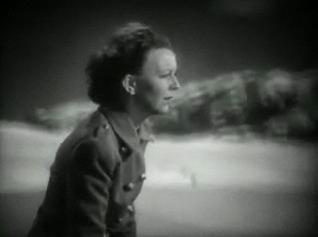
Margaret Sullavan in The Mortal Storm

The Mortal Storm is een Amerikaanse dramafilm uit 1940 onder regie van Frank Borzage. Het scenario is gebaseerd op de gelijknamige roman uit 1937 van de Britse auteur Phyllis Bottome.

## Verhaal
De familie Roth woont in een rustig dorpje in de Duitse Alpen. Wanneer de nazi's aan de macht komen in Duitsland, komt de familie in opstand. Martin Breitner merkt op hoe de familie almaar moedelozer en zwakker wordt.

## Rolverdeling
| Acteur            | Personage        |
| ----------------- | ---------------- |
| Margaret Sullavan | Freya Roth       |
| James Stewart     | Martin Breitner  |
| Robert Young      | Fritz Marberg    |
| Frank Morgan      | Professor Roth   |
| Robert Stack      | Otto von Rohn    |
| Bonita Granville  | Elsa             |
| Irene Rich        | Mevrouw Roth     |
| William T. Orr    | Erich von Rohn   |
| Maria Ouspenskaya | Mevrouw Breitner |
| Gene Reynolds     | Rudi             |
| Russell Hicks     | Rector           |
| William Edmunds   | Lehman           |
| Esther Dale       | Marta            |
| Dan Dailey        | Holl             |
| Granville Bates   | Professor Berg   |